# Clive Standen
Pour les articles homonymes, voir Standen.
Clive Standen (né le 22 juillet 1981 à Holywood) est un acteur britannique. Il est surtout connu pour l'interprétation d'Archer dans la troisième saison de la série télévisée Robin des Bois et pour le rôle de Rollo dans la série Vikings.

## Biographie

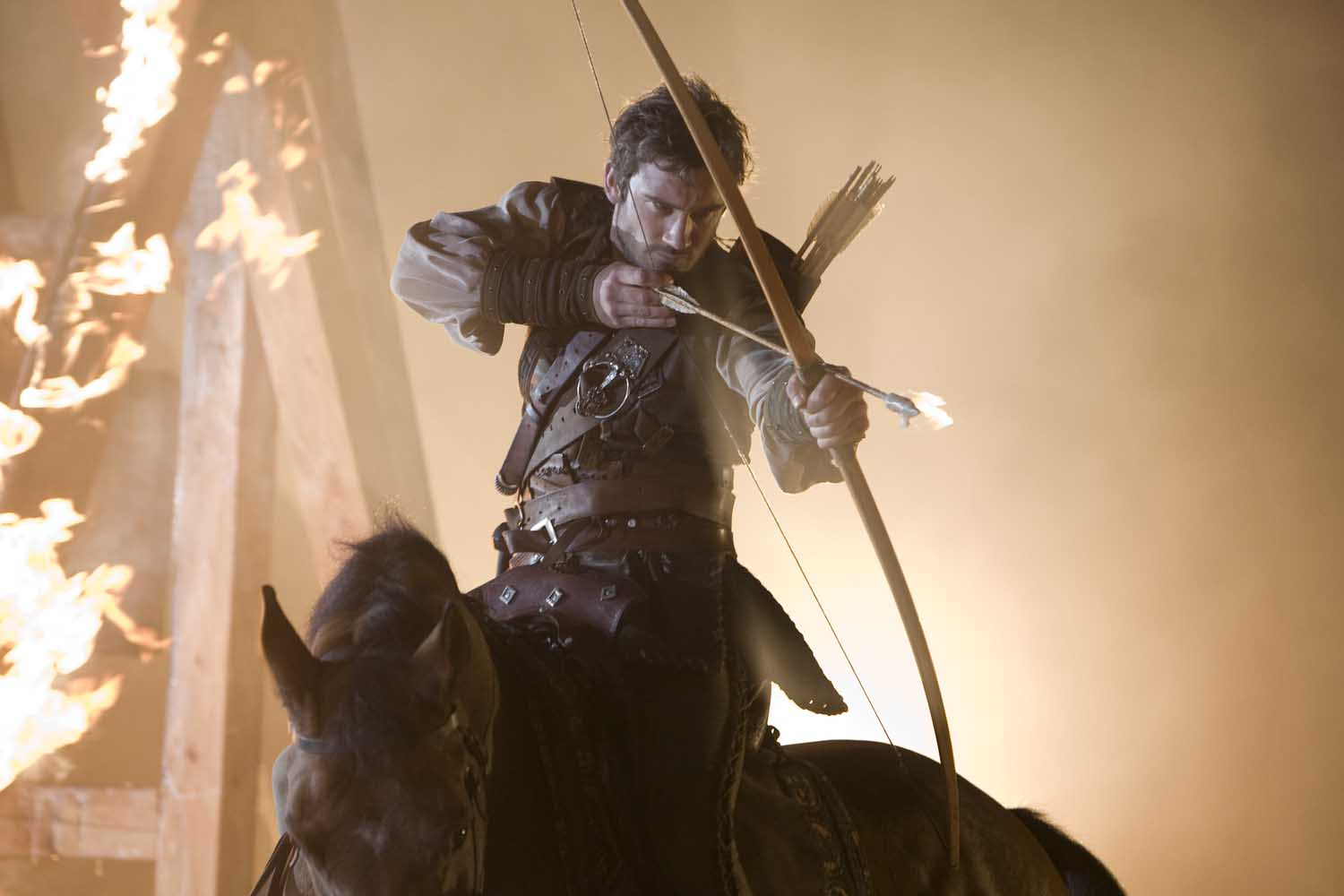
Clive Standen dans Robin des Bois jouant Archer.

Il est né sur une base de l'armée britannique à Holywood (comté de Down), en Irlande du Nord. Il grandit dans le Leicestershire, au cœur des Midlands de l'Est. Il fréquente l'école King Edward VII de Melton Mowbray, puis suit des cours d'arts du spectacle au Melton Mowbray College. Clive est aussi cascadeur ; ses premières expériences de cascades et de combats à l'épée ont été effectuées à l'âge de 12 ans.
Standen a obtenu son premier poste de travail dans une équipe de cascadeurs professionnels.

### Vie personnelle
Clive et sa femme Francesca, mariés depuis 2007, ont trois enfants, Hayden, Edi et Rafferty

## Carrière
Avant ses rôles dans Robin des Bois et Doctor Who, Standen a joué en 2004 dans la série télévisée Meurtres en sommeil. En 2007 il a également joué le rôle principal du Major Alan Marshall dans Zero Hour, une série télévisée qui a été diffusé sur ITV en Angleterre. En 2008, il a joué dans Namastey London aux côtés de Katrina Kaif et Akshay Kumar. La même année, celui-ci a fait une publicité pour l'eau minérale Évian. En 2010, Clive joue dans Eating Dust interprétant Spence.

## Filmographie

### Cinéma
- 2004 : Ten Days To D-Day : l'officier canadien
- 2006 : Heroes and Villains : Pete
- 2008 : Namastey London : Charlie Brown
- 2010 : Eating Dust : Spence
- 2013 : Hammer of the Gods de Farren Blackburn : Hagen
- 2015 : Everest de Baltasar Kormákur : Ed Viesturs
- 2018 : In Like Flynn de Russell Mulcahy : Charlie
- 2018 : Patient Zero  de Stefan Ruzowitzky : colonel Knox

### Télévision
- 2004 : Meurtres en sommeil (Waking the Dead) : Martin Raynor
- 2005 :Tom Brown’s Schooldays (en) de David Moore : Brooke
- 2005 : Doctors : Charlie Halliday
- 2007 : Zero Hour : Major Alan Marshall
- 2008 : Doctor Who : Private Harris
- 2008 : Pub pour l'eau minérale Évian
- 2009 : Robin des Bois : Archer
- 2011 : Camelot : Gauvain
- 2013 - 2019 : Vikings : Rollo
- 2014 : Atlantis : Télémon
- 2017 : Taken
- 2020 : Mirage
- 2023 : The morning show : Andre Ford
- 2024 : Winter Palace : Lance Raney